# Hannivka, Bratske
Hannivka (în ucraineană Ганнівка) este localitatea de reședință a comunei Hannivka din raionul Bratske, regiunea Mîkolaiiv, Ucraina.

## Demografie
Componența lingvistică a localității Hannivka
     Ucraineană (92,07%)
     Română (4,38%)
     Rusă (3,34%)
Conform recensământului din 2001, majoritatea populației localității Hannivka era vorbitoare de ucraineană (92,07%), existând în minoritate și vorbitori de română (4,38%) și rusă (3,34%).